# Grigorovich M-5
Il Grigorovich M-5 (in russo Григорович M-5?, Grigorovič M-5), indicato anche come Šč M-5 (ЩМ-5) e, talvolta, Ščetinin M-5 (Щетинин М-5) dall'azienda (Ščetinin) che lo costruì in serie, oltre che in caratteri cirillici Морской-5 (letteralmente "Mare-5"), Морской пятый ("Mare Quinto"), fu un idrovolante da ricognizione biposto a scafo centrale, monomotore in configurazione spingente e biplano, progettato da Dmitrij Pavlovič Grigorovič e sviluppato nell'allora Impero russo negli anni dieci del XX secolo.
Sviluppo definitivo dei precedenti ed insoddisfacenti modelli identificati da M-1 a M-4, fu impiegato inizialmente durante la prima guerra mondiale come dotazione dei reparti aerei della Voenno-morskoj flot, la marina militare zarista, per poi venire utilizzato da entrambe le fazioni durante la guerra civile russa e al suo termine integrato nella neoistituita Aviacija voenno-morskogo flota, componente aerea della marina militare dell'Unione Sovietica.

## Utilizzatori
Finlandia
- Suomen ilmavoimat

operò dal 1918 al 1919 con un esemplare requisito a Repino.
 Impero ottomano
- Osmanlı tayyare bölükleri

 Russia
- Imperatorskij voenno-vozdušnyj flot
- Voenno-morskoj flot

 Repubblica russa
- Armata Bianca russa

 RSFS Russa
- Raboče-Krest'janskij Krasnyj vozdušnyj flot

 Unione Sovietica
- Aviacija voenno-morskogo flota